# Колёсно-гусеничные танки
Колёсно-гусеничные танки — танки с колёсно-гусеничным движителем, у которых для осуществления движения на колёсах  либо имелся механизм для использования отдельного колесного движителя либо же гусеницы необходимо было снимать, задние опорные катки при этом становились ведущими. Такая система предусматривала поочередное использование машиной гусениц для продвижения по бездорожью и колес для быстрой езды по достаточно твердой поверхности (т.е. дорогам). Такие разработки использовались на экспериментальных тракторах и танках Межвоенного периода многими  странами Европы, но широкого распространения и дальнейшего развития не получили ..
Также этим термином иногда могут ошибочно обозначать и полугусеничные машины. Однако отличием является то, что полугусеничная техника используется гусеницами и колесами одновременно.

## История
Тема колёсно-гусеничных боевых машин в конце 1920-х — начале 1930-х годов была весьма актуальна. Танки той эпохи были крайне медлительными — скорость первых «сухопутных дредноутов» не превышала 10 км/ч. На поле боя этого хватало для сопровождения пехоты и прорыва оборонительной полосы противника, но быстрая переброска танков на новый участок сильно осложнялась. Кроме того, помимо невысоких ходовых характеристик,  ресурс гусениц танков того времени был также невелик: их хватало не более чем на 100 км. 
В результате до Второй мировой войны во многих странах пытались решить проблему с мобильностью танков путём разработки бронеавтомобилей. Военным была крайне необходима боевая машина, обладающая высокой скоростью. И хотя недостатки бронеавтомобилей были всем понятны, только они могли занять нишу быстроходных боевых машин. Танки при этом продолжали доставлять к полю боя при помощи тяжёлых грузовиков.

Австро-Венгрия была одной из первых стран, где начались разработки в области бронированных машин и были получены реальные результаты. Офицер Гюнтер Бурштын в 1911 году первый предложил оснастить бронемашину одновременно и колесным, и гусеничным движителем. Такой танк-гибрид мог бы по хорошей дороге двигаться на колёсах, как автомобиль (с соответствующей скоростью), а при движении по бездорожью колёса поднимались и танк шёл на гусеницах. Идея Бурштына не была реализована, но была использована другими конструкторами.
Так, в 1920-е годы во Франции была выпущена серия лёгких танков «Сен-Шамон» с колёсно-гусеничным движителем.На гусеницах «Сен-Шамоны» могли развить всего 8 км/ч, то на колёсах — целых 30 км/ч. 
Йозеф Фольмер, конструктор немецкого танка A7V , после ПМВ начал вести мирную жизнь и разработал в 1922 собственный трактор, а затем для улучшения его мобильности создал версию с четырьмя опускающимися дополнительными колесами. Проектом заинтересовалось Министерство обороны Чехословакии. В конце концов, это привело к появлению семейства машин Kolohousenka, сначала артиллерийских тракторов, а в конце концов и танков (танк KH-50 в 1924 году) на их базе. Эксперименты с колесно-гусеничной техникой продолжались до середины 1930-х годов; был даже план создания тяжелого танка прорыва, но в конце концов проект закрыли. 
В 1926 году был представлен автомобиль производства Wolseley-Vickers, в котором колеса и гусеницы могли опускаться и подниматься по ситуации. Был создан также его бронированный аналог [7] .
В 1926 году английские конструкторы предложили новое решение: на танке «Виккерс» поджимался не колёсный движитель, а гусеничный. В следующем году был создан танк, у которого одновременно поднимался один движитель и опускался другой.  В 1931 шведы выпустили танк La-30, у которого смена движителя происходила всего за 20 секунд, причём, операция могла проводиться прямо на ходу.

## Танки с подвеской Кристи
Наиболее успешными колесно-гусеничными танками стали танки с подвеской Кристи. В 1928 году Джон Уолтер Кристи выпустил свой первый танк, а впоследствии модель M1931, которая достигала скорости 64 км/ч на колесном ходу по дороге. В американской армии подвеска не прижилась, в английских танках (Cruiser III и его преемники) с подвеской этого типа не было варианта с движением машины на катках, и поэтому единственными полными последователями этой технологии стали польский экспериментальный 10TP и советские танки. 
В СССР изыскания в этом направлении проводились особенно активно. Считалось, что хотя применение колёсно-гусеничного движителя усложняло силовую передачу и ходовую часть танков, этот аспект нивелировался получаемыми преимуществами поскольку такая система привода давала явный выигрыш в скорости. Кроме того, таким образом решалась проблема низкого ресурса гусениц, не позволявшего танкам тех лет совершать длительные марши, что уменьшало потенциал переброски резервов в необходимом направлении линии фронта. Также предполагалось, что в случае повреждения гусеничного движителя экипаж будет просто сбрасывать разбитую гусеницу, пусть теряя в проходимости танка, но возможно сохраняя его подвижность хотя бы для выхода танка из боя, тем самым решая проблему уязвимости гусеничного движителя. В СССР массово изготовлялись колесно-гусеничные танки БТ-2 , БТ-5, БТ-7 [9], А-20, прототип Т-34, также был таким, но от подобного движителя в конце концов отказались.
Танк с подвеской Кристи имели индивидуальную пружинную (свечную) подвеску, Три вертикальные пружины относительно каждого борта корпуса располагались между наружным броневым листом и внутренней стенкой борта корпуса, а одна располагалась горизонтально внутри корпуса в боевом отделении. Вертикальные пружины были связаны через балансиры с задними и средними опорными катками, а горизонтальные — с передними управляемыми катками.
Поляки еще в 1927 создали экспериментальный WB10. На гусеничном ходу 10ТР развивал 50-56 км/ч, а на колёсах 75 км/ч. Из 4 опорных колёс на борту первое было рулевым, а второе слегка убиралось вверх при движении без гусениц. При колёсном ходе трансмиссия переключалась на последние 2 колеса. Переход с колёс на гусеницы занимал 30-45 минут. Советский танк БТ-2 стал первой боевой машиной, удачно сочетавшей в себе признаки колёсно-гусеничного движителя. Он имел комбинированный колёсно-гусеничный движитель, состоящий из 2 ведущих колёс заднего расположения диаметром 640 мм, 2 направляющих колёс переднего расположения диаметром 550 мм, 8 опорных катков диаметром 815 мм с резиновыми бандажами и 2 стальных многозвенных гусеничных цепей с шириной трака 263 мм. При переходе на колесный ход гусеничные цепи снимались, разбирались на 4 части и укладывались на надгусеничные полки. Привод от КПП в этом случае осуществлялся на заднюю пару опорных катков, управлялся же танк поворотом передних катков. Переход с гусеничного хода на колёсный занимал 30—40 минут.
При этом среднетехническая скорость танка была существенно ниже максимальной и составляла на гусеницах 25 км/ч по шоссе и 22 км/ч по просёлку, а на колесах — 22 км/ч по шоссе. На колёсном ходе танк мог передвигаться только по дорогам с твёрдым покрытием по причине высокого удельного давления на грунт и наличия только одной пары ведущих колёс (катков).
В то же время высокая удельная мощность позволяла танкам осуществлять прыжки через препятствия на 15—20 метров.

## Решение «колёсно-гусеничной проблемы»
Несмотря на попытки конструкторов найти наиболее удачное решение «колёсно-гусеничной проблемы» их проекты в основном оставались лишь экспериментами. Вскоре инженерам удалось добиться увеличения скорости хода по шоссе у лёгких танков до 40—50 км/ч, кроме того совершенствовалась конструкция гусениц. В то же время экспериментальные колёсно-гусеничные гибриды отличались сложностью производства и ненадёжностью в эксплуатации. 
В конце концов эволюция двигателей, гусениц и трансмиссий привела к тому, что скорость танков стала вполне приемлемой и без колес, а также возросла и масса танков. Колесно-гусеничный движитель, помимо очевидных преимуществ, делал технику неоправданно сложной и ненадежной, поэтому ко Второй мировой войне интерес к этой технологии упал. В результате, к концу 1930-х годов разработка колесно-гусеничных танков была прекращена в большинстве стран.

## Сравнительные характеристики колёсно-гусеничных танков
| ТТХ колёсно-гусеничных танков                     |                     |                       |               |                             |                              |                |                 |                 |
| Характеристика                                    | М.1928 «Кристи»     | М.1931 (T.3) «Кристи» | БТ-2          | БТ-5                        | БТ-7 (вып. 1937)             | БТ-7А          | ПТ-1            | Т-29            |
| Экипаж                                            |                     |                       |               |                             |                              |                |                 |                 |
| 3                                                 | 3                   | 3                     | 3             | 3                           | 3                            | 4              | 5               | 5               |
| Размеры                                           |                     |                       |               |                             |                              |                |                 |                 |
| Боевая масса, т                                   | 7,8                 | 10,5                  | 11,3          | 11,5                        | 13,8                         | 14,65          | 14,2            | 28,8            |
| Длина корпуса, мм                                 | 5180                | 5500                  | 5500          | 5500                        | 5660                         | 5660           | 7100            | 7370            |
| Ширина корпуса, мм                                | 2130                | 2230                  | 2230          | 2230                        | 2290                         | 2290           | 2990            | 3220            |
| Высота, мм                                        | 1830                | 2280                  | 2200          | 2250                        | 2420                         | 2450           | 2690            | 2820            |
| Клиренс, мм                                       | 450                 | 360                   | 350           | 350                         | 400                          | 390            | 425             | 500             |
| Вооружение                                        |                     |                       |               |                             |                              |                |                 |                 |
| Калибр пушки, мм                                  |                     | 37                    | 37            | 45                          | 45                           | 76,2           |                 |                 |
| Длина ствола, калибров                            |                     | 45                    | 45            | 46                          | 46                           | 16,5           |                 |                 |
| Боекомплект, выстрелов                            |                     | 126                   | 92            | 72 (115 — без радиостанции) | 132 (172 — без радиостанции) | 188            | 88              | 67              |
| Пулемёты, количество                              | 2                   | 1                     | 1             | 1                           | 1 + 1 зенитный               | 1 + 1 зенитный | 4               | 5               |
| Пулемёты, калибр мм                               | 7,62                | 7,62                  | 7,62          | 7,62                        | 7,62                         | 7,62           | 7,62            | 7,62            |
| Боекомплект                                       |                     | 3000                  | 2709          | 2709                        | 2394                         | 2394           | 3402            | 6930            |
| Бронирование, мм                                  |                     |                       |               |                             |                              |                |                 |                 |
| Лоб корпуса                                       | 12,7                | 13                    | 13            | 13                          | 22                           | 20             | 10              | 30              |
| Борт корпуса                                      |                     | 16                    | 13            | 13                          | 10                           | 13             | 10              | 20              |
| Корма                                             |                     | 16                    | 10            | 10                          | 20                           | 13             | 10              | 30              |
| Башня                                             |                     | 16                    | 13            | 13                          | 13                           | 15             | 10              | 30              |
| Дно                                               |                     |                       | 10            | 10                          | 10                           | 10             | 6               | 6               |
| Крыша                                             |                     |                       | 6             | 6                           | 6                            | 6              | 5               | 8               |
| Подвижность и проходимость                        |                     |                       |               |                             |                              |                |                 |                 |
| Двигатель                                         | «Либерти» 338 л. с. | «Либерти» 338 л. с.   | М-5 400 л. с. | М-5 400 л. с.               | М-17Т 450 л. с.              | В-2 500 л. с.  | М-17Ф 500 л. с. | М-17Ф 500 л. с. |
| Ёмкость топливных баков, л                        | 132                 | 337                   | 360           | 360                         | 650                          | 580            | 400             | 660             |
| Максимальная скорость по шоссе на колёсах, км/ч   | 112                 | 75                    | 72            | 72                          | 72                           | 86             | 90              | 57              |
| Максимальная скорость по шоссе на гусеницах, км/ч | 68                  | 44                    | 52            | 52                          | 52                           | 62             | 62              | 55              |
| Запас хода по шоссе на колёсах, км                | 185                 | 240                   | 300           | 200                         | 500                          | 900            | 230             | 328             |
| Запас хода по шоссе на гусеницах, км              | 120                 | 240                   | 200           | 120                         | 230                          | 400            | 183             | 230             |

## Прочая колесно-гусеничная техника
- Sd.Kfz. 254 — германский средний разведывательный колёсно-гусеничный бронеавтомобиль 1930-х годов. Дизельный двигатель развивал максимальную мощность 70 л. с. Этого хватало, чтобы машина с массой около 6,4 тонны разгонялась на колесах по шоссе и дорогам с твердым покрытием до 60-65 км/ч.Легкий танк Т-25 (или по заводскому индексу СТЗ-24) сталинградского тракторного завода. Танк имел подвеску типа Кристи, предназначенную для работы в колёсно-гусеничном режиме
- Вездеход № 2 — российский проект боевой машины с колёсно-гусеничным движителем, разработанный в период Первой мировой войны.
- Linn C5 Catruck (от англ. Caterpillar — «гусеница» и англ. Truck — «грузовик»; название подразумевало обладание машины свойствами как гусеничной техники, так и колёсных грузовых автомобилей) — американский колёсно-гусеничный (со вспомогательным гусеничным движителем, обеспечивавшим переход с колёсного на полугусеничный ход) артиллерийский тягач периода Второй мировой войны.
- Боевая машина пехоты ''Объект 19'' — в качестве ходовой части использовалось колёсное шасси с колёсной формулой 4х4. Для движения по труднопроходимой местности использовался дополнительный гусеничный движитель, располагавшийся между осями колёс с обеих бортов машины. В качестве опорных катков использовались пустотелые катки плавающего танка ПТ-76. Время перехода с колёсного хода на гусеничный и наоборот составляло около 15~20 секунд[10].